# Świrscy herbu Lis

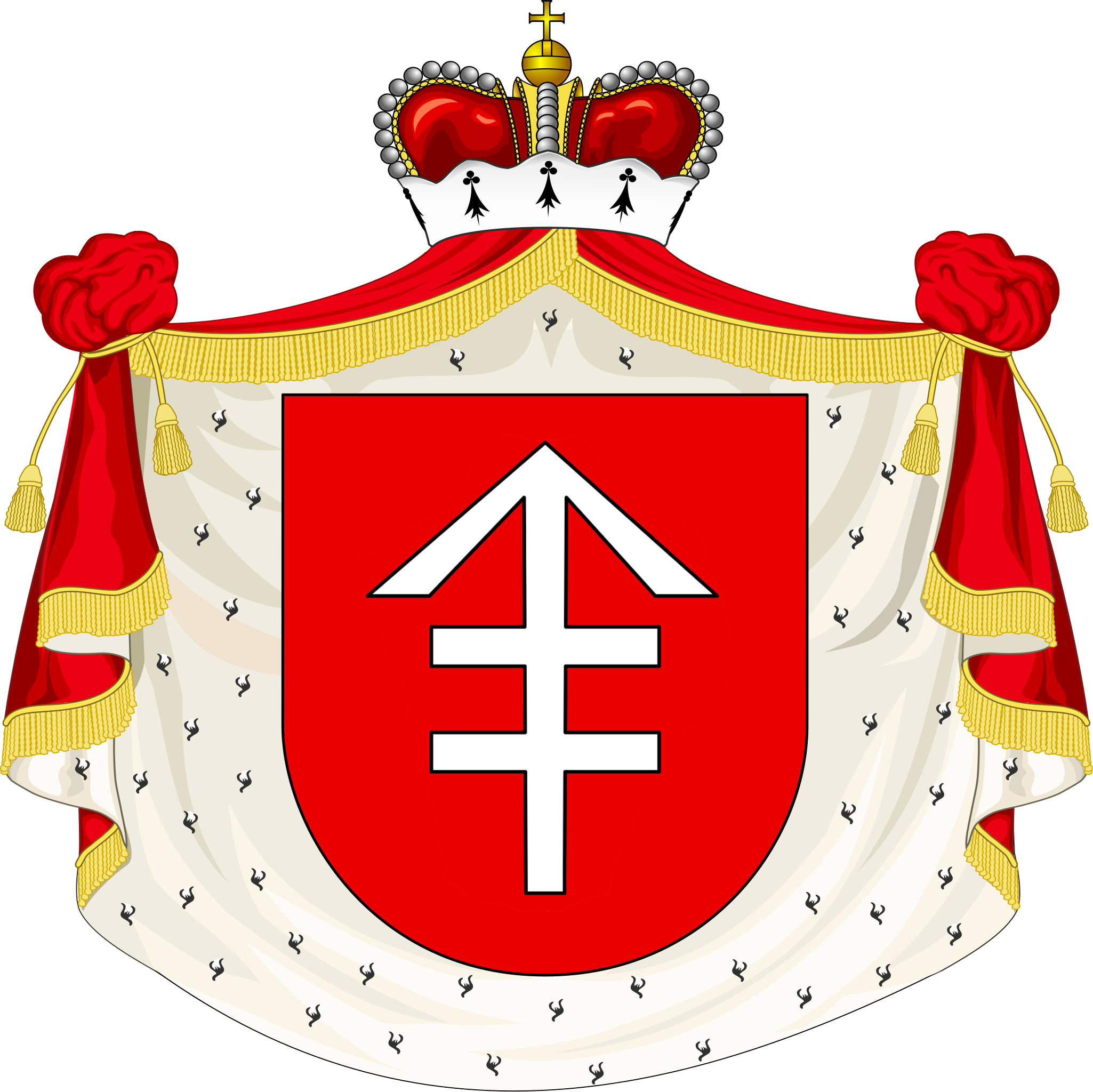
Herb Świrskich – Lis

Świrscy – ród kniaziowski (książęcy) pochodzenia litewskiego, który wziął swoje nazwisko od Świra nad jeziorem o tej samej nazwie, pieczętujący się według Niesieckiego herbem Lis, a poświadczony w historycznych źródłach już od pierwszej połowy XIV wieku.
Ród mocno rozgałęziony, przez co – podupadły majątkowo. Pierwszymi znanymi przedstawicielami byli niejacy Aleksander, Eryk i Roman, świadczący na dokumentach książąt litewskich w latach 1432 i 1433. Ich potomkowie mają żyć do dziś. Z kniaziami Świrskimi herbu Lis nie jest tożsama podolska, można rodzina Świrskich herbu Szaława pisząca się z Romanowa, niektórzy ich przedstawiciele używali również tytułu kniaziowskiego.